# 海津市立海西小学校
海津市立海西小学校 （かいづしりつ かいさいしょうがっこう）は、岐阜県海津市平田町にある公立小学校。

## 沿革
- 1873年（明治6年） -
  - 海西郡野寺村に文啓第一舎が開校。
  - 海西郡者結村に文啓第二舎が開校[注釈 1]。
  - 海西郡勝村[注釈 2]に暁文舎が開校。
- 1879年（明治12年） -
  - 文啓第一舎が野寺学校に改称。
  - 文啓第二舎が文啓学校に改称。
  - 暁文舎が暁文学校に改称。
- 1885年（明治18年） - 野寺学校、文啓学校、暁文学校が合併し、有隣学校となる。
- 1886年（明治19年） - 野寺尋常小学校に改称する。
- 1897年（明治30年）4月1日 - 
  - 郡制に基づき、下石津郡、海西郡と安八郡の一部[1]が合併し、海津郡になる。
  - 野寺村、者結村、勝賀村、岡村、蛇池村、幡長村が合併し、海西村が発足。同時に海西尋常小学校に改称する。蛇池地区の児童を今尾町の今尾尋常高等小学校三郷分教場に委託。
- 1903年（明治36年） - 海西村蛇池の児童の今尾尋常高等小学校三郷分教場への委託を解除。
- 1910年（明治42年） - 蛇池分教場を設置[注釈 3]
- 1913年（大正2年）5月 - 海西尋常高等小学校に改称する。
- 1917年（大正6年） - 海西農業補習学校を併設。
- 1935年（昭和10年） - 補習学校を廃止。農業青年学校を併設。
- 1941年（昭和16年）4月1日 - 海西国民学校に改称する。
- 1947年（昭和22年）4月1日 - 海西村立海西小学校に改称する。
- 1955年（昭和30年）2月1日 - 今尾町の大部分（今尾・高田・三郷・仏師川・土倉・脇野・西島）と海西村が合併し、平田町が発足。同時に平田町立海西小学校に改称する。
- 1977年（昭和52年） - 新校舎（鉄筋コンクリート造）が完成。
- 2005年（平成17年）3月28日 - 海津町、南濃町、平田町が合併し、海津市が発足。同時に海津市立海西小学校に改称する。

## 通学区域[2]
全て平田町の地域。
- 蛇池
- 者結
- 幡長
- 野寺
- 岡
- 須賀
- 勝賀

## 進学先中学校
- 平田中学校